# Cueva de los Seres
Cueva de los Seres är en ort i Mexiko.   Den ligger i kommunen Huautepec och delstaten Oaxaca, i den sydöstra delen av landet, 290 km sydost om huvudstaden Mexico City. Cueva de los Seres ligger 1 509 meter över havet och antalet invånare är 431.
Terrängen runt Cueva de los Seres är bergig åt sydost, men åt nordväst är den kuperad. Runt Cueva de los Seres är det ganska glesbefolkat, med 36 invånare per kvadratkilometer. Närmaste större samhälle är Huautla de Jiménez, 8,8 km nordväst om Cueva de los Seres. I omgivningarna runt Cueva de los Seres växer i huvudsak städsegrön lövskog.